# Jim Williams (rugbista)
Roy Wayne Williams, detto Jim (Young, 8 dicembre 1968), è un ex rugbista a 15 e allenatore di rugby a 15 australiano, terza linea, campione del mondo nel 1999 con gli Wallabies.

## Biografia
Proveniente dal rugby a 13, Williams cambiò disciplina e passò al XV quando si arruolò nell'esercito australiano a 16 anni; inizialmente centro-ala, in tale posizione iniziò la carriera di club nel Wests, formazione di Brisbane.
Anche quando, nel 1994, si trasferì in Inghilterra per una stagione al West Hartlepool, continuò a giocare sulla tre quarti; al ritorno in Australia fu ingaggiato dalla neonata franchise degli Waratahs di Sydney; fu solo nel 1997 che, per trovare più spazio, avanzò in terza linea.
Nella sua nuova posizione entrò a far parte della franchise di Canberra dei Brumbies nel 1998; l'anno successivo, a 30 anni, esordì negli Wallabies in un test match contro l'Irlanda a Brisbane e, con solo tre incontri internazionali alle spalle, fu selezionato per la Coppa del Mondo di rugby 1999 in Galles.
In tale torneo Williams scese in campo in un solo incontro, con gli Stati Uniti, ma grazie alla vittoria finale dell'Australia si laureò campione del mondo; nel 2001, dopo la vittoria nel Super 12, tornò in Europa, ingaggiato dagli irlandesi del Munster in Celtic League.
Con la franchise di Limerick Williams vinse la Celtic League 2002-03 e, una volta ritiratosi nel 2005, ne divenne assistente allenatore.
Al suo attivo, come allenatore degli avanti, la vittoria in due edizioni di Heineken Cup, nel 2006 e nel 2008.
Tornato in Australia dopo la conquista del secondo titolo europeo, è attualmente assistente allenatore degli Wallabies.
All'attivo di Williams anche una serie di inviti nei Barbarians, risalenti al 2003.

## Palmarès

### Giocatore
- Coppe del mondo: 1
Australia: 1999
- Super Rugby: 1
Brumbies: 2001
- Celtic League: 1
Munster: 2002-03

### Allenatore
- Heineken Cup: 2
Munster: 2005-06, 2007-08